# John Hartford (músic)
John Hartford (anglès: John C. Harford)  (Nova York, 30 de desembre de 1937 - Nashville, 4 de juny de 2001) va ser un compositor i músic de folk, country i bluegrass nord-americà conegut pel seu domini del violí i el banjo, així com per les seves lletres enginyoses, el seu estil vocal únic i el seu ampli coneixement de la tradició del riu Mississipi. La seva cançó amb més èxit és "Gentle on My Mind", que va guanyar tres premis Grammy i va figurar a la llista de "100 millors cançons del segle de BMI". Hartford va actuar amb diversos conjunts al llarg de la seva carrera, i potser és més conegut per les seves actuacions en solitari on intercanviava la guitarra, el banjo i el violí de cançó en cançó. També va inventar el seu propi moviment de ball de claus i es va obstruir en una peça de fusta contraplacada amplificada mentre tocava i cantava.

## Biografia
Harford (va canviar el seu nom per Hartford més tard a la vida per ordre de Chet Atkins) va néixer, a la ciutat de Nova York, de pares Carl i Mary Harford. Va passar la seva infància a St. Louis, Missouri, on va estar exposat a la influència que va configurar gran part de la seva carrera i la seva música: el riu Mississipi. Des que va aconseguir el seu primer treball al riu, als 16 anys, Hartford estava a sobre, cantant sobre el riu.
Les seves primeres influències musicals van sorgir de les emissions de Grand Ole Opry i van incloure Earl Scruggs, inventor nominal de l'estil de tres dits bluegrass de tocar el banjo. Hartford va dir sovint que la primera vegada que va escoltar Earl Scruggs triar el banjo, li va canviar la vida. A l'edat de 13 anys, Hartford era un famós violinista i intèrpret de banjo, i aviat va aprendre a tocar la guitarra i la mandolina també. Hartford va formar la seva primera banda de bluegrass mentre assistia a la "John Burroughs School", una escola secundària privada local.
Després de l'escola secundària, es va matricular a la Universitat de Washington a St. Louis, va completar quatre anys d'un programa d'arts comercials i es va deixar de centrar en la música; no obstant això, es va llicenciar el 1960. Es va submergir en l'escena musical local, treballant com a DJ, tocant en grups i, ocasionalment, gravant senzills per a discogràfiques locals. El 1965 es va traslladar a Nashville, Tennessee, el centre de la indústria de la música country. El 1966, va signar amb RCA Victor i va produir el seu primer àlbum, Looks at Life, el mateix any.
El 1967, el segon àlbum de Hartford Earthwords & Music va generar el seu primer gran èxit de composició, "Gentle on My Mind". El seu enregistrament de la cançó va ser només un modest èxit, però va cridar l'atenció de Glen Campbell, que va gravar la seva pròpia versió, cosa que va donar a la cançó una publicació molt més àmplia. Als Grammy del 1968, la cançó va obtenir quatre premis, dos dels quals van ser per a Hartford. Es va convertir en una de les cançons country més enregistrades de tots els temps, i els drets d'autor que va aportar van permetre a Hartford una gran independència financera; Hartford va dir més tard que la cançó li va comprar la llibertat.
A mesura que la seva popularitat creixia, es va traslladar a la costa oest, on es va convertir en un habitual de la "Smothers Brothers Comedy Hour"; van seguir altres aparicions televisives, així com enregistraments amb diversos artistes del país. Hartford va tocar el banjo i va cantar les harmonies vocals de la cançó "I'll be Lucky" de Guthrie Thomas. També va tocar amb The Byrds al seu àlbum Sweetheart of the Rodeo.
El seu èxit a la sèrie "Smothers Brothers" va ser suficient perquè Hartford rebés el paper principal d'una sèrie de detectius de televisió, però va rebutjar-lo per tornar a Nashville i concentrar-se en la música. També va ser habitual de "The Glen Campbell Goodtime Hour" (el selector de banjos que es posaria dret del seient del públic per començar el tema musical) i de "The Johnny Cash Show".
En actuacions en directe, John Hartford era una autèntica banda d'un sol home; va utilitzar diversos instruments de corda i una gran varietat d'atrezzo, com ara quadres i taulers de fusta contraxapada amb sorra i grava per ballar amb els peus plans.

## Newgrass
Hartford va gravar quatre àlbums més per a RCA del 1968 al 1970: "The Love Album, Housing Project", John Hartford i "Iron Mountain Depot". El 1971 es va traslladar a "Warner Bros, Records", on se li va donar més llibertat per gravar amb el seu estil no tradicional, al capdavant d'una banda que incloïa Vassar Clements, Tut Taylor i Norman Blake. Va gravar diversos àlbums que van marcar el to de la seva carrera posterior, inclosos Aereo-Plain i Morning Bugle. Sam Bush va dir: "Sense Aereo-Plain (i la banda d'Aereo-Plain), no hi hauria música newgrass".
Va passar a l'etiqueta Flying Fish diversos anys més tard i va continuar experimentant amb estils country no tradicionals i bluegrass. Entre els seus enregistraments hi havia dos àlbums el 1977 i el 1980 amb Doug i Rodney Dillard de The Dillards, amb Sam Bush com a músic secundari i amb diverses cançons que incloïen "Boogie On Reggae Woman" i "Yakety Yak". El guanyador del Grammy de Hartford, Mark Twang, compta amb Hartford tocant en solitari, que recorda les seves actuacions en solitari tocant el violí, la guitarra, el banjo i la fusta contraxapada amplificada per tocar-li els peus. Al mateix temps, va desenvolupar un espectacle escènic, que va realitzar gires de diverses formes des de mitjans dels anys setanta fins poc abans de la seva mort.
Hartford va canviar les etiquetes de gravació diverses vegades més durant la seva carrera; el 1991 va inaugurar el seu propi segell "Small Dog a'Barkin'". Més tard, en la dècada de 1990, va canviar de nou a "Rounder Records". Va gravar una sèrie de discos idiosincràtics a Rounder, molts dels quals van recordar formes anteriors de música popular i country. Entre ells es trobava l'àlbum retro-grass de 1999 gravat amb Mike Seeger i David Grisman, amb versions bluegrass de "(Sittin' on) "the Dock of the Bay","Maybellene","When I'm Sixty-Four", i "Maggie's Farm".
Va gravar diverses cançons per a la banda sonora de la pel·lícula O Brother, Where Art Thou, guanyant un altre Grammy per la seva actuació. Va fer la seva última gira el 2001 amb la gira Down from the Mountain que va sorgir d'aquesta pel·lícula i el seu àlbum que l'acompanyava. Mentre actuava a Texas a l'abril, va descobrir que ja no podia controlar les seves mans a causa del Limfoma no hodgkinià, que va acabar amb la seva vida dos mesos més tard.
Hartford és considerat un cofundador del moviment newgrass, tot i que també es va mantenir profundament vinculat a la música tradicional. La seva última banda i els seus últims àlbums reflecteixen el seu amor per la música antiga pre-bluegrass.

## Steamboating
La cultura del riu Mississipi i els seus vaixells de vapor van captivar Hartford des de ben petit. Va dir que hauria estat obra de la seva vida "però la música es va obstaculitzar", de manera que els va entrellaçar sempre que era possible. Als anys 70, Hartford va obtenir la seva llicència de pilot de vaixell de vapor, que feia servir per mantenir a prop del riu que estimava; durant molts anys, va treballar com a pilot del vaixell de vapor Julia Belle Swain durant els estius. També va treballar com a pilot de remolc als rius Mississipi, Illinois i Tennessee.
Durant els darrers anys, tornava al riu cada estiu. "Treballar com a pilot és un treball d'amor", va dir. "Al cap d'un temps, es converteix en una metàfora de moltes coses i, per alguna raó misteriosa, trobo que si em mantinc en contacte, les coses semblen funcionar bé". La seva casa de Madison, Tennessee, estava situada en un revolt del riu Cumberland i construïda per simular la vista des d'una coberta de vaixells de vapor. Solia parlar amb els capitans de vaixells per ràdio mentre les barcasses s'arrossegaven al llarg del riu. Aquell revolt del riu Cumberland, conegut com a "Hartford's Bend" o "John Hartford Point", es denota en les cartes de navegació oficials amb el "John Hartford Light".
Intèrpret de banjo i violí experimentat, Hartford era alhora una veu innovadora en l'escena del país i un recordatori d'una època desapareguda. Juntament amb les seves pròpies composicions, com "Long Hot Summer Days" i "Kentucky Pool", Hartford era un dipòsit de cançons, trucades i històries antigues del riu. Hartford també va ser l'autor de Steamboat in a Cornfield, un llibre per a nens que relata la història real del vaixell de vapor del riu Ohio The Virginia i la seva platja en un camp de blat de moro.

## Finals i llegat
A partir dels anys vuitanta, Hartford va tenir limfoma no Hodgkin. Va morir de la malaltia al "Centennial Medical Center" de Nashville, el 4 de juny de 2001, als 63 anys. Brandon Ray Kirk i ell van ser coautors d'una biografia del violinista cec Ed Haley. L'àlbum de Hartford The Speed of the Old Longbow és una col·lecció de cançons de Haley. Art Menius, escriptor i administrador de les arts, va perfilar Hartford a l'article de la revista Academia, "John Hartford com jo el coneixia", dient que "John connectava no només les paraules amb la música, sinó els vells temps de Nashville amb el seu present, la tradició amb la innovació, bluegrass a l'antiguitat, televisió a ràdio, riu i costa, músics envellits i hippies. És possible que Goethe fos l'última persona que sabia tot el que val la pena conèixer, però John Hartford ho va intentar. Hartford també va proporcionar la veu per als Ken Burns 'sèrie documental Baseball i La guerra civil.
Hartford va rebre una estrella al Passeig de la Fama de Sant Lluís en honor del seu treball. També va rebre un premi pòstum per l'Associació Americana de Música el setembre de 2005. El festival anual John Hartford Memorial se celebra al "Bill Monroe Music Park & Campground" a prop de Beanblossom, Indiana.

## Obres
Hartford va gravar més de 30 àlbums, que van des d'un ampli espectre d'estils, des del país tradicional dels seus primers enregistraments RCA, fins al nou i experimental so dels seus primers enregistraments newgrass, fins a l'estil folk tradicional al qual sovint tornava més tard de la vida. Els àlbums de Hartford també varien àmpliament en formalitat, des de la senyorial i ordenada Annual Waltz fins als enregistraments més rígids i menys tallats que van caracteritzar molts dels seus àlbums posteriors.
Aereo-Plain i Morning Bugle sovint es consideren les obres més influents de Hartford, ja que es van produir al començament d'un període en què artistes com Hartford i el New Grass Revival, liderats per Sam Bush, crearien una nova forma de país. música, combinant els seus antecedents country amb influències d'altres fonts. Els seus darrers anys va comptar amb diversos àlbums en directe, a més de gravacions que exploraven el repertori de la música folk de sempre. Va esbossar la portada d'alguns dels seus àlbums de mitjana carrera, dibuixant amb les dues mans simultàniament.

## A la cultura popular
La seva cançó "This Eve of Parting", del disc The Love Album del 1968, va aparèixer a la pel·lícula Lady Bird del 2017, sentint-se fragments en dos punts diferents de la pel·lícula.